# Marco Masini
Marco Masini (Florence, 18 september 1964) is een Italiaans zanger.
Zijn moeder leert hem al op zeer jonge leeftijd pianospelen. Hij ontwikkelt een sterke belangstelling voor populaire muziek en gaat op latere leeftijd spelen in een pianobar, waar hij ontdekt wordt. Zijn grote doorbrak komt in 1990. Hij wint dat jaar met het nummer Disperato de eerste plaats op het Festival van Sanremo in de categorie "jongeren".
In de jaren 90 behaalt Masini vele hits in Italië en daarbuiten. Zijn albums Marco Masini, Malinconoia, T'innamorerai en Il cielo della Vergine oogsten veel succes in onder meer Duitsland, Spanje en Frankrijk. De zanger krijgt regelmatig kritiek op de zware onderwerpen van zijn nummers, zoals drugsverslaving (Perché lo fai) en kindermisbruik (Principessa). Ook zijn grove taalgebruik (Bella stronza en Vaffanculo) wordt niet altijd gewaardeerd.
In 2001 besluit Marco Masini, na hevig teleurgesteld te zijn door de muziekindustrie, een punt achter zijn carrière te zetten. In 2003 keert hij echter terug en tekent hij een contract bij een kleine onafhankelijke platenmaatschappij. Een jaar later neemt hij deel aan het Festival van Sanremo en wint hij met L'Uomo volante de eerste prijs. In 2005 neemt hij wederom deel aan het festival en wordt hij met het nummer Nel mondo dei sogni derde in de categorie "uomini" (mannen).

## L'Italia... e altre storie
In 2009 neemt Masini deel aan het Festival di Sanremo met het nummer l'Italia. Hij eindigt bij de eerste tien. Tegelijkertijd verschijnt zijn nieuwste album L'Italia... e altre storie, dat het lied l'Italia en negen andere ongepubliceerde nummers bevat.

## Discografie
- 1990 Marco Masini
- 1991 Malinconoia
- 1993 T'innamorerai
- 1995 Il cielo della vergine
- 1996 L'amore sia con te
- 1998 Scimmie
- 2000 Raccontami di te
- 2001 Uscita di sicurezza
- 2003 .. il mio cammino
- 2004 Masini
- 2005 Il giardino delle api
- 2006 Tozzi Masini
- 2009 L'Italia... e altre storie
- 2011 Niente d'importante
- 2013 la mia storia... piano e voce
- 2015 Cronologia
- 2017 Spostato di un secondo
- 2020 Masini +1 | 30th Anniversary